# Arthur Sasse
Arthur Sasse (ur. 30 lipca 1908, zm. w październiku 1973) – amerykański fotograf związany z agencją prasową United Press International.
W 1938 roku otrzymał nagrodę National News Picture Contest za zdjęcia wymarszu Legii Cudzoziemskiej. W 1948 roku był pierwszym fotografem, które pozwolono wystawiać swoje prace w Zoo w Bronksie.
14 marca 1951 roku wykonał zdjęcie Alberta Einsteina pokazującego język, które stało się ikoną pop-kultury. Arthur Sasse wykonał je, gdy naukowiec wychodził z przyjęcia z okazji swoich 72. urodzin w klubie Uniwersytetu Princeton. Naukowiec zniecierpliwiony ciągłym fotografowaniem przez obecnych paparazzi, pokazał im język, co udało się uwiecznić Sasse’sowi.
Zdjęcie jest najczęściej reprodukowaną fotografią naukowca. Sam Einstein zamówił dziewięć kopii zdjęcia dla własnego użytku. Użył ich m.in. wysyłając swoim przyjaciołom pocztówkę z załączonym zdjęciem. Fotografia w 2009 roku osiągnęła cenę na aukcji 72,300 dolarów, co czyni je też najdroższym zdjęciem Einsteina jakie kiedykolwiek było zrobione.